# Teemu Tainio
Teemu Tainio (Tornio, 27 november 1979) is een Fins voormalig voetballer die doorgaans als middenvelder speelde. Hij speelde van 1996 tot en met 2014 voor FC Haka, AJ Auxerre, Tottenham Hotspur, Sunderland, Birmingham City, AFC Ajax, New York Red Bulls en HJK Helsinki. Tainio was van 1998 tot en met 2014 international van het Fins voetbalelftal, waarvoor hij 64 wedstrijden speelde en zes keer scoorde.

## Clubcarrière

### FC Haka
Tainio speelde in zijn jeugd bij TP-47 (uit Kakkonen), waar hij op veertienjarige leeftijd aansloot bij de selectie van het eerste elftal. In 1996 tekende hij vervolgens bij FC Haka, waarvoor hij dat jaar debuteerde in het profvoetbal.

### AJ Auxerre
Na één seizoen bij FC Haka vertrok Tainio naar AJ Auxerre. Daar werd hij in zijn derde seizoen een vaste waarde. In het seizoen 2000/2001 raakte Tainio geblesseerd en speelde hij tien wedstrijden. Met Auxerre won hij in 2003 en 2005 de nationale beker en speelde hij van 2003 tot 2005 Europees voetbal. In totaal speelde Tainio acht seizoenen Auxerre.

### Tottenham Hotspur
Tainio tekende in 2005 bij Tottenham Hotspur. Hij was daar drie seizoenen een vaste waarde onder coach Martin Jol. Samen wonnen zij in 2008 de League Cup.

### Sunderland
Van 2008 tot 2010 kwam hij Tainio uit voor Sunderland AFC. In het seizoen 2008-2009 was hij een vaste waarde, maar het volgende seizoen had Steve Bruce geen vertrouwen meer in hem. Tainio werd verhuurd aan Birmingham City FC. Hij moest zijn debuut daar uitstellen vanwege een blessure die hij opliep tijdens een interlandwedstrijd. Hij speelde zes wedstrijden voor Birmingham.

### AFC Ajax
Op 31 augustus 2010, op de slotdag van de transferperiode, tekende Tainio een contract voor een jaar bij AFC Ajax. Hij kwam transfervrij over en werd bij Ajax per wedstrijd betaald. Op 11 september 2010 debuteerde Tainio voor Ajax in de thuiswedstrijd tegen Willem II (2-0 winst). Vijf minuten voor tijd verving hij Demy de Zeeuw. Op zondag 28 november 2010 stond Tainio voor het eerst in de basis bij de Amsterdammers, in een uitwedstrijd tegen VVV-Venlo. De opvolger van Jol, Frank de Boer, zag het niet zitten in de Fin.

### New York Red Bulls
Op 8 maart 2011 tekende Tainio een contract bij de New York Red Bulls. Zijn debuut voor de Red Bulls maakte hij op 19 maart 2011 in een wedstrijd tegen Seattle Sounders FC, die met 1-0 gewonnen werd. Op 15 november 2012 werd hem duidelijk gemaakt dat hij niet in aanmerking kwam voor een nieuw contract.

### HJK Helsinki
Op 2 januari 2013 tekende Tainio transfervrij een tweejarig contract bij de destijds regerende Finse kampioen HJK Helsinki.

## Interlandcarrière
Tainio maakte zijn debuut voor de Finse nationale ploeg op 5 februari 1998 (tegen Cyprus), net als Mika Kottila, Janne Oinas en Aki Riihilahti.
| Interlanddoelpunten | Interlanddoelpunten | Interlanddoelpunten | Interlanddoelpunten    | Interlanddoelpunten | Interlanddoelpunten | Interlanddoelpunten | Interlanddoelpunten |
| #                   | Datum               | Locatie             | Wedstrijd              | Goal(s)             | Score               | Uitslag             | Wedstrijd           |
| ------------------- | ------------------- | ------------------- | ---------------------- | ------------------- | ------------------- | ------------------- | ------------------- |
| 1                   | 01/09/2001          | Tirana              | Albanië – Finland      | 57'                 | 0 – 1               | 0 – 2               | WK-kwalificatie     |
| 2                   | 06/09/2003          | Bakoe               | Azerbeidzjan – Finland | 52'                 | 0 – 1               | 1 – 2               | EK-kwalificatie     |
| 3                   | 11/10/2003          | Tampere             | Finland – Canada       | 32'                 | 3 – 0               | 3 – 2               | Oefeninterland      |
| 4                   | 16/11/2003          | Houston             | Honduras – Finland     | 60'                 | 0 – 1               | 1 – 2               | Oefeninterland      |
| 5                   | 13/10/2004          | Amsterdam           | Nederland – Finland    | 14'                 | 0 – 1               | 3 – 1               | WK-kwalificatie     |
| 6                   | 22/08/2007          | Tampere             | Finland – Kazachstan   | 61'                 | 2 – 0               | 2 – 1               | EK-kwalificatie     |

## Statistieken
| Seizoen | Club              | Land             | Competitie          | Duels | Goals |
| ------- | ----------------- | ---------------- | ------------------- | ----- | ----- |
| 1996    | FC Haka           | Finland          | Veikkausliiga       | 20    | 4     |
| 1997    | FC Haka           | Finland          | Ykkönen             | 26    | 10    |
| 1997/98 | AJ Auxerre        | Frankrijk        | Ligue 1             | 1     | 0     |
| 1998/99 | AJ Auxerre        | Frankrijk        | Ligue 1             | 13    | 1     |
| 1999/00 | AJ Auxerre        | Frankrijk        | Ligue 1             | 25    | 3     |
| 2000/01 | AJ Auxerre        | Frankrijk        | Ligue 1             | 10    | 1     |
| 2001/02 | AJ Auxerre        | Frankrijk        | Ligue 1             | 28    | 3     |
| 2002/03 | AJ Auxerre        | Frankrijk        | Ligue 1             | 25    | 1     |
| 2003/04 | AJ Auxerre        | Frankrijk        | Ligue 1             | 22    | 3     |
| 2004/05 | AJ Auxerre        | Frankrijk        | Ligue 1             | 26    | 2     |
| 2005/06 | Tottenham Hotspur | Engeland         | Premier League      | 24    | 3     |
| 2006/07 | Tottenham Hotspur | Engeland         | Premier League      | 21    | 2     |
| 2007/08 | Tottenham Hotspur | Engeland         | Premier League      | 16    | 0     |
| 2008/09 | Sunderland        | Engeland         | Premier League      | 21    | 0     |
| 2009/10 | → Birmingham City | Engeland         | Premier League      | 6     | 0     |
| 2010/11 | AFC Ajax          | Nederland        | Eredivisie          | 2     | 0     |
| 2010/11 | Red Bull New York | Verenigde Staten | Major League Soccer | 31    | 0     |
| 2011/12 | Red Bull New York | Verenigde Staten | Major League Soccer | 16    | 0     |
| 2013    | HJK Helsinki      | Finland          | Veikkausliiga       | 20    | 2     |
| 2014    | HJK Helsinki      | Finland          | Veikkausliiga       | 16    | 1     |
| Totaal  | Totaal            | Totaal           | Totaal              | 359   | 36    |

## Erelijst
FC Haka
- Suomen Cup

1997
 AJ Auxerre
- Coupe de France

2002/03; 2004-05
 Tottenham Hotspur
- League Cup

2007/08
 HJK Helsinki
- Landskampioen

2013, 2014